# Карачиха (посёлок)
Карачиха — посёлок в Ярославском районе Ярославской области России. 
В рамках организации местного самоуправления входит в Ивняковское сельское поселение; в рамках административно-территориального устройства включается в Ивняковский сельский округ. 

## География
Расположен на западной границе города Ярославль, на автомобильной дороге Ярославль — Углич.

## Население
| 2007 | 2010  |
| ---- | ----- |
| 1303 | ↗1366 |

## Инфраструктура
ФАП (филиал Ярославской центральной районной больницы).